# Saundersfoot
Saundersfoot är en ort och community i Storbritannien.   Den ligger i kommunen Pembrokeshire och riksdelen Wales, i den södra delen av landet, 300 km väster om huvudstaden London. Vid folkräkningen 2011 hade tätorten, som även omfattar byn New Hedges i St. Mary Out Liberty community, 3 361 invånare. Saunderfoot community som även omfattar omgivande landsbygd hade vid samma tillfälle 2 628 invånare.